# Margraviat de Bade
Pour les articles homonymes, voir Bade.
1112–1803
Entités précédentes :
- Duché de Souabe

Entités suivantes :
- Électorat de Bade

Le margraviat de Bade (en allemand : Markgrafschaft Baden) était une marche du Saint-Empire romain germanique, ayant pour capitale la ville de Baden puis de Karlsruhe à partir de 1715. C'est en l'an 1112 que naît le margraviat. À cette date, Hermann II prend le titre de margrave de Bade après avoir terminé la construction du château de Hohenbaden. Cet État a existé pendant presque 700 ans, jusqu'à son élévation en électorat.

## Histoire
Le pays, correspondant à une partie de l'ancien duché de Souabe, est érigé en margraviat au sein du Saint-Empire romain germanique au XIe siècle par Hermann de Zähringen, puis morcelé en trois maisons du XIIe siècle jusqu’en 1503 : Baden-Baden, Baden-Hochberg et Baden-Sausenberg. Par une succession d’héritages, la totalité des fiefs dits de Bade revient à Christophe Ier de Bade, mais pour une courte durée. Dès 1527, attisé par un antagonisme religieux, un nouveau partage est fait entre les deux fils du margrave défunt, qui créent deux nouvelles maisons rivales : Bade-Bade (catholique) et Bade-Durlach (luthérienne).
La réunification intervient en 1771, par extinction de la branche de Bade-Bade, et la réunion des deux margraviats sur la tête de Charles-Frédéric de Bade-Durlach.
En 1803, dans le cadre des réformes napoléoniennes en Allemagne, le margraviat devient l'électorat de Bade, puis, en 1806, le grand-duché de Bade.